# Peter Seisenbacher
Peter Seisenbacher (ur. 25 marca 1960 w Wiedniu) – austriacki judoka startujący przez większą część kariery w wadze średniej.
W 1979 zajął trzecie miejsce na mistrzowach Europy juniorów w wadze półśredniej. Na Igrzyskach Olimpijskich w Los Angeles w 1984, przed którymi trenował w Japonii, zdobył złoty medal, pokonując w finale Amerykanina Roberta Berlanda. Cztery lata później w Seulu jako pierwszy judoka w historii powtórzył ten sukces zwyciężając w walce finałowej reprezentanta Związku Radzieckiego Władimira Szestakowa. W 1985 w Seulu został mistrzem świata.
Ma w swoim dorobku również osiem medali mistrzostw Europy: złoty (1986), trzy srebrne (1980, 1983, 1986 w kategorii open) i cztery brązowe (1984, 1985, 1987, 1988). Pięciokrotnie był mistrzem Austrii (1980, 1981, 1983, 1984, 1985). Trzykrotnie został wybrany sportowcem roku w Austrii (1984, 1985, 1988). Zdobył dziesięć medali na MŚ wojskowych.